# Columbus (Wisconsin)
Pour les articles homonymes, voir Columbus.
Columbus est une ville américaine située dans les comtés de Columbia et de Dodge, au Wisconsin. Selon le recensement de 2010, sa population est de 5 540 habitants.